# Varpas
Varpas (en català: «La Campana») va ser un diari escrit en llengua lituana publicat des de 1889 fins a 1905. Malgrat la prohibició del Règim Tsarista de publicar en lituà, va ser imprès a Tilsit i Ragnit (actuals Sovetsk i Nèman a la província russa de Kaliningrad) que formaven part de l'Imperi Alemany i distribuït en la Lituània ocupada per l'Imperi Rus pels knygnešiai, contrabandistes de llibres.
Va ser fundat per l'escriptor i poeta Vincas Kudirka. Un dels seus poemes publicats el 1898 a Varpas va esdevenir l'himne nacional Lituà: Tautiška giesmė el 1918 amb música escrita pel mateix Kudirka.